# Nicrophorinae
Nicrophorinae — підродина жуків родини Мертвоїди (Silphidae)

## Роди
Підродина містить 65 сучасних видів та три викопних у чотирьох родах:
- Eonecrophorus Kurosawa, 1985
- Nicrophorus Fabricius, 1775
- Ptomascopus Kraatz, 1876
- Palaeosilpha Flach, 1890  †